# Fecosterol
Fecosterol es un esterol producido por ciertos hongos y líquenes.